# Оффенберг, Альберт Генрихович
Барон Альберт Генрихович (Андреевич) Оффенберг (нем. Albert von Offenberg; 16 (28) апреля 1830 — 13 (26) августа 1909) — российский военный и государственный деятель, военный губернатор Амурской области. Генерал-майор (1880).

## Происхождение
Из курляндских дворян. Представитель баронского рода Офенбергов. Племянник генералов от кавалерии Фёдора Петровича и Ивана Петровича Оффенбергов.
Родился 16 (28) апреля 1830 года в семье барона Генриха Петровича Оффенберга (1788—1871). Лютеранин.

## Биография
Обучался в Императорском училище правоведения (выпуск 1852 года), окончил курс Николаевской академии Генерального штаба по 2-му разряду. Вступил в гражданскую службу служащим Правительствующего сената в чине губернского секретаря 13 июля 1852 года. Военную службу начал в апреле 1854 года в звании унтер-офицера в 5-м гусарском Александрийском Его Императарского Высочества великого князя Николая Николаевича Старшего полку. Участник Крымской войны на Балканском полуострове и подавления восстания 1863—1864 годов в Польше. 
В офицеры произведён 30 декабря 1854 года. 17 апреля 1859 года переведён из уланского Е. И. В. великого князя Константина Николаевича полка в лейб-гвардии Уланский Его Величества полк. Назначен флигель-адъютантом к Его Императорскому Величеству 18 июля 1871 года.
29 мая 1874 года назначен исправляющим должность военного губернатора Амурской области и командующим войсками с оставлением в звании флигель-адъютанта. В его правление в Благовещенске закрылась известная на весь Дальний Восток Вестманская ветеринарная школа. Была открыта мужская прогимназия, которую запроектировал еще И. К. Педашенко, а также ремесленное училище (1 сентября 1876 года), успевшее сделать только один выпуск. 
При Оффенберге в 1876 году проводился смотр войска бароном Фредериксом. Население пережило наводнение и сопутствующее разорение хозяйств. Впервые была проведена мобилизация двух пеших батальонов в связи с русско-турецкой войной и их передислокация в Приморье. Другими наиболее значительными событиями стали реформа войска по Положению 1879 года и сложение с населения 250 тысяч рублей долга казне, но они не ставятся в заслугу военного губернатора, так как его участие было минимальным. Назначенный за отличие в службе в генерал-майоры с увольнением, по его прошению, от занимаемой должности и зачислением по кавалерии 7 марта 1880 года.
С 1881 года прикомандирован к войскам Виленского военного округа. По увольнении жил в Санкт-Петербурге, был опекуном учебных заведений Благовещенска. Был членом Курляндского общества литературы и искусства, сочинял стихи на немецком и французском языках.
Умер 13 (26) августа 1909 года от сердечного приступа в Эллее, куда приехал в гости. Похоронен в Митаве на Литераторском кладбище, могила не сохранилась.

## Награды
- Знак отличия Военного ордена Св. Георгия № 96646 (1854)
- Орден Св. Владимира 4-й ст. с мечами и бантом (1863)
- Орден Св. Станислава 3-й ст.
- Орден Св. Станислава 2-й ст. (1868, императорская корона к ордену в 1872)
- Орден Св. Владимира 3-й ст. (1876)
- Медаль «В память войны 1853—1856»
- Медаль «За усмирение польского мятежа»
- Орден Белого сокола 2-й ст. с мечами (1879)